# بوني بيرغر
بوني آن بيرغر (بالإنجليزية: Bonnie Berger) هي عالمة رياضيات أمريكية وعالمة كمبيوتر تعمل كأستاذة رياضيات وأستاذة الهندسة الكهربائية وعلوم الحاسوب في معهد ماساتشوستس للتكنولوجيا وتُركز في بحوثها على الخوارزميات، المعلوماتية الحيوية وعلم البيولوجيا الجزيئية.

## التعليم
تلقت بيرغر دراستها الجامعية في جامعة برانديز، وحصلت على شهادة الدكتوراه من معهد ماساتشوستس للتكنولوجيا في عام 1990 تحت إشراف البروفسور والخبير سيلفيو ميكالي. فازت بجائزة ماك تاي في عام 1989 بسبب تأليفها لورقة بحثية مطولة حول الخوارزميات المتوازية والتي نشرتها مع زميل آخر لها يُدعى جون رومبل في ندوة علمية دارت رحاها حول أسس علوم الكمبيوتر.

## المسيرة المهنية والبحثية
بعدما حصلت على شهادة الدكتوراه، بقيت بيرغر في معهد ماساتشوستس للتكنولوجيا على أساس قيامها بأبحاث ما بعد الدكتوراه ثم أصبحت عضو في هيئة التدريس في عام 1992. لها بحوث في المعلوماتية الحيوية وقد نشرت الكثير من المقالات كما راجعت أخرى قبل أن يتم نشرها في عشرات الجرائد والمجلات العلمية بما فيها مجلة ساينس الشهيرة. هذا وتجدر الإشارة إلى أن مجموعة من الطلاب والدكاترة الذين حققوا شهرة في وقت لاحق كانوا قد درسوا عندها من قبيل سيرافيم باتزوغلو، ليئور باشتر ومنى سينغ.
اعتبارًا من يناير 2015 شغلت بيرغر منصب نائب الرئيس في المجتمع الدولي من أجل الأحياء الحسابي (ISCB)، كما شغلت منصب رئيس اللجنة التوجيهية.

### الجوائز والأوسمة
فازت بيرغر عام 1997/1998 بجائزة مارغريت أوكلي دايهوف. في عام 1999 أُدرجت بيرغر في قائمة أفضل 100 مبتكر والتي تتكلف مجلة استعراض التكنولوجيا بنشرها. في عام 2003 أصبحت بيرغر زميلة في رابطة مكائن الحوسبة، وفي عام 2012 أصبحت زميلة في الأكاديمية الأمريكية للفنون والعلوم، ثم في عام 2016 تم «تجنيدها» كزميلة في المعهد الأمريكي للطب والهندسة البيولوجية. كما حصلت على الدكتوراه الفخرية من مدرسة لوزان الاتحادية للفنون التطبيقية.